# 15870 Obůrka
15870 Obůrka eller 1998 QD är en asteroid i huvudbältet som upptäcktes den 16 augusti 1998 av den tjeckiske astronomen Petr Pravec vid Ondřejov-observatoriet. Den är uppkallad efter astronomen Oto Obůrka.